# Gare d’Herblay
Gare d’Herblay vasútállomás Franciaországban, Herblay településen.

## Vasútvonalak
Az állomást az alábbi vasútvonalak érintik:
- Párizs-Saint-Lazare-Mantes-Station via Conflans-Sainte-Honorine-vasútvonal

## Kapcsolódó állomások
A vasútállomáshoz az alábbi állomások vannak a legközelebb:
- Gare de Conflans-Sainte-Honorine (Gare de Gisors, Gare de Vernon, Transilien J vonal)
- Gare de La Frette - Montigny (Paris Gare Saint-Lazare, Transilien J vonal)